# سكك حديد أوكرانيا
السكك الحديدية الأوكرانية أو أوكرزاليزنيتسيا (UZ) هي شركة مساهمة مملوكة للدولة تدير البنية التحتية للسكك الحديدية والنقل بالسكك الحديدية في أوكرانيا ؛ وهي احتكار يسيطر على الغالبية العظمى من النقل بالسكك الحديدية في البلاد.  السكك الحديدية الأوكرانية هي سادس أكبر شركة لنقل الركاب بالسكك الحديدية في العالم وسابع أكبر شركة لنقل البضائع في العالم . اعتبارًا من عام 2020، بلغ الطول الإجمالي لشبكة السكك الحديدية الرئيسية ذات العرض العريض ( 1520 ملم ) 19,787 كيلومتر (12,295 ميل)  مما يجعلها الثالثة عشر من حيث الحجم في العالم . كما يوجد في أوكرانيا العديد من امتدادات السكك الحديدية القياسية (1435 مم)، وتعمل حاليًا على توسيع هذه العلاقات بهدف تحسين اتصالاتها بالاتحاد الأوروبي . 
في عام 2015، تم تحويل السكك الحديدية الأوكرانية من خلال دمج وكالة حكومية وشركة مملوكة للدولة إلى شركة مساهمة عامة مملوكة للدولة. تتبع إدارة الدولة للنقل بالسكك الحديدية في أوكرانيا وزارة البنية التحتية  التي تدير السكك الحديدية من خلال شركات السكك الحديدية الإقليمية الست التي تتحكم على الفور في جميع جوانب النقل بالسكك الحديدية وصيانتها تحت العلامة التجارية المشتركة "أوكرزاليزنيتسيا". يتم تعيين المدير العام للإدارة من قبل مجلس وزراء أوكرانيا .  المقياس هو <span about="#mwt70" class="nowrap" data-cx="[{&quot;adapted&quot;:true,&quot;partial&quot;:false,&quot;targetExists&quot;:true,&quot;mandatoryTargetParams&quot;:[],&quot;optionalTargetParams&quot;:[]}]" data-mw="{&quot;parts&quot;:[{&quot;template&quot;:{&quot;target&quot;:{&quot;wt&quot;:&quot;RailGauge&quot;,&quot;href&quot;:&quot;./قالب:RailGauge&quot;},&quot;params&quot;:{&quot;1&quot;:{&quot;wt&quot;:&quot;1520mm&quot;}},&quot;i&quot;:0}}]}" data-ve-no-generated-contents="true" id="mwNg" typeof="mw:Transclusion">1,520<span typeof="mw:Entity">&nbsp;</span>مم</span>
أثناء الغزو الروسي لأوكرانيا عام 2022 ، واصلت السكك الحديدية الأوكرانية عملها لإجلاء وإنقاذ ملايين الأشخاص من المدن خارج البلاد. لقد تم تفجير خطوط السكك الحديدية بين أوكرانيا وروسيا من قبل القوات المسلحة الأوكرانية لمنع استخدامها من قبل الروس، ولكن السكك الحديدية استمرت في العمل داخل أوكرانيا وبين أوكرانيا وبولندا والمجر وجمهورية مولدوفا وسلوفاكيا . تم إعادة بناء خط سكة حديد حدودي واحد مع بولندا كان مهجورًا منذ فترة طويلة، وتم فتح خطوط أخرى كانت تستخدم فقط للشحن لاستخدام الركاب.  قامت خدمة السكك الحديدية بإجلاء  أكثر من مليوني شخص من أوكرانيا في قطارات الإجلاء الخاصة. وبعد أن أصبحت بعض موانئ البحر الأسود غير متاحة لتصدير الحبوب، أصبحت السكك الحديدية طريقا للتصدير إلى بقية أوروبا. أصبحت عدة أقسام للسكك الحديدية في الشمال والجنوب غير صالحة للاستخدام. 

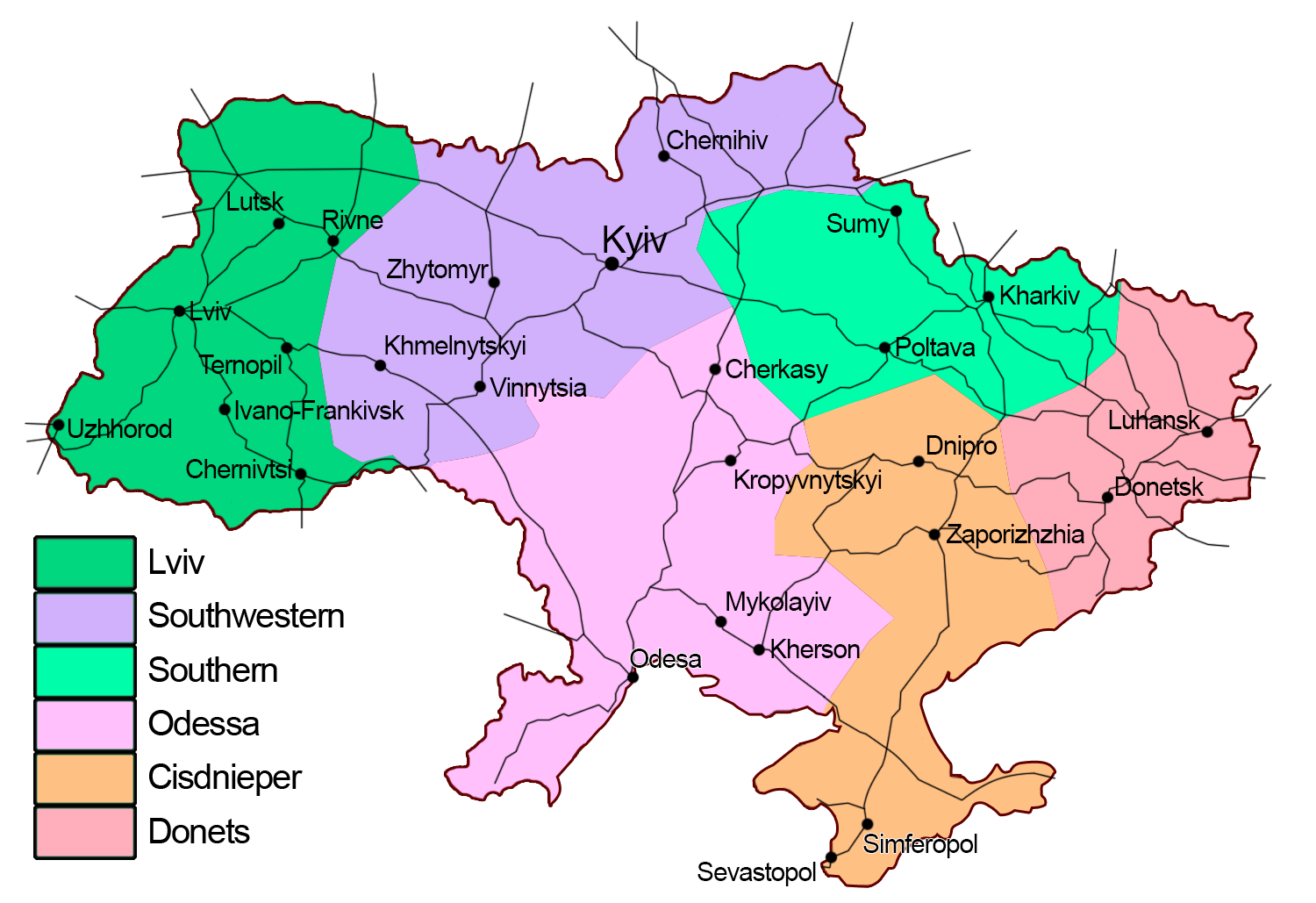
التقسيمات الفرعية للسكك الحديدية الأوكرانية

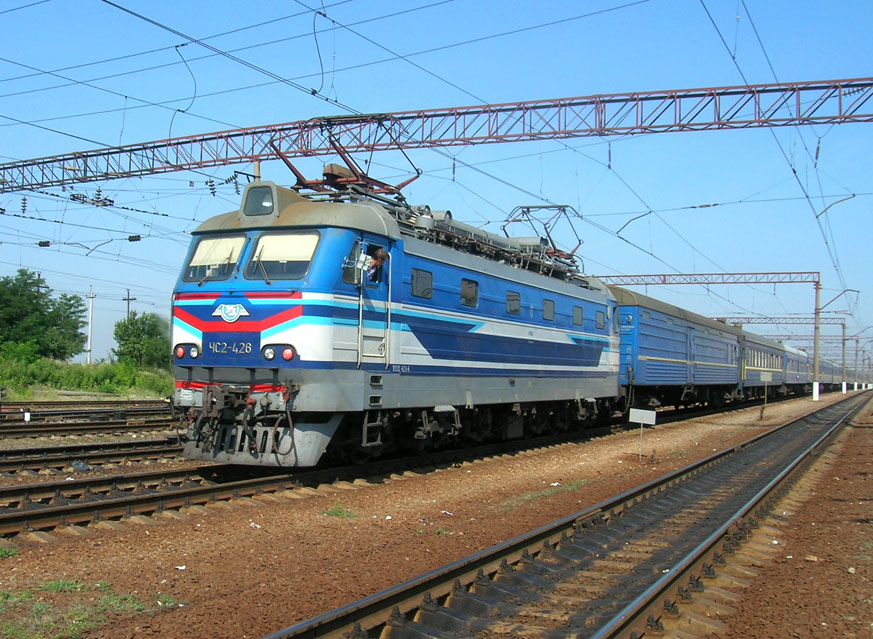
قاطرة CHS2K أوكرانية نموذجية، تنقل الركاب لمسافات طويلة.

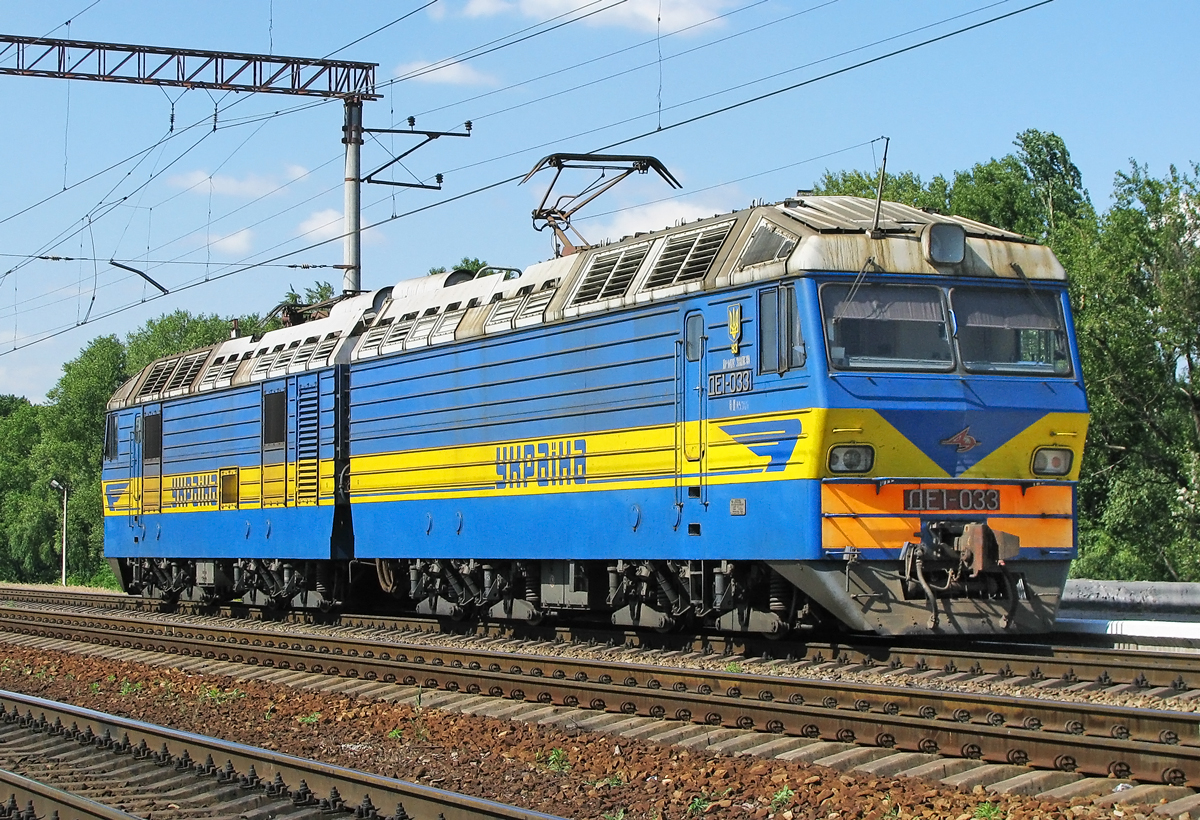
قاطرة كهربائية DE1 ، تم بناؤها في أوكرانيا بعد سقوط الاتحاد السوفيتي

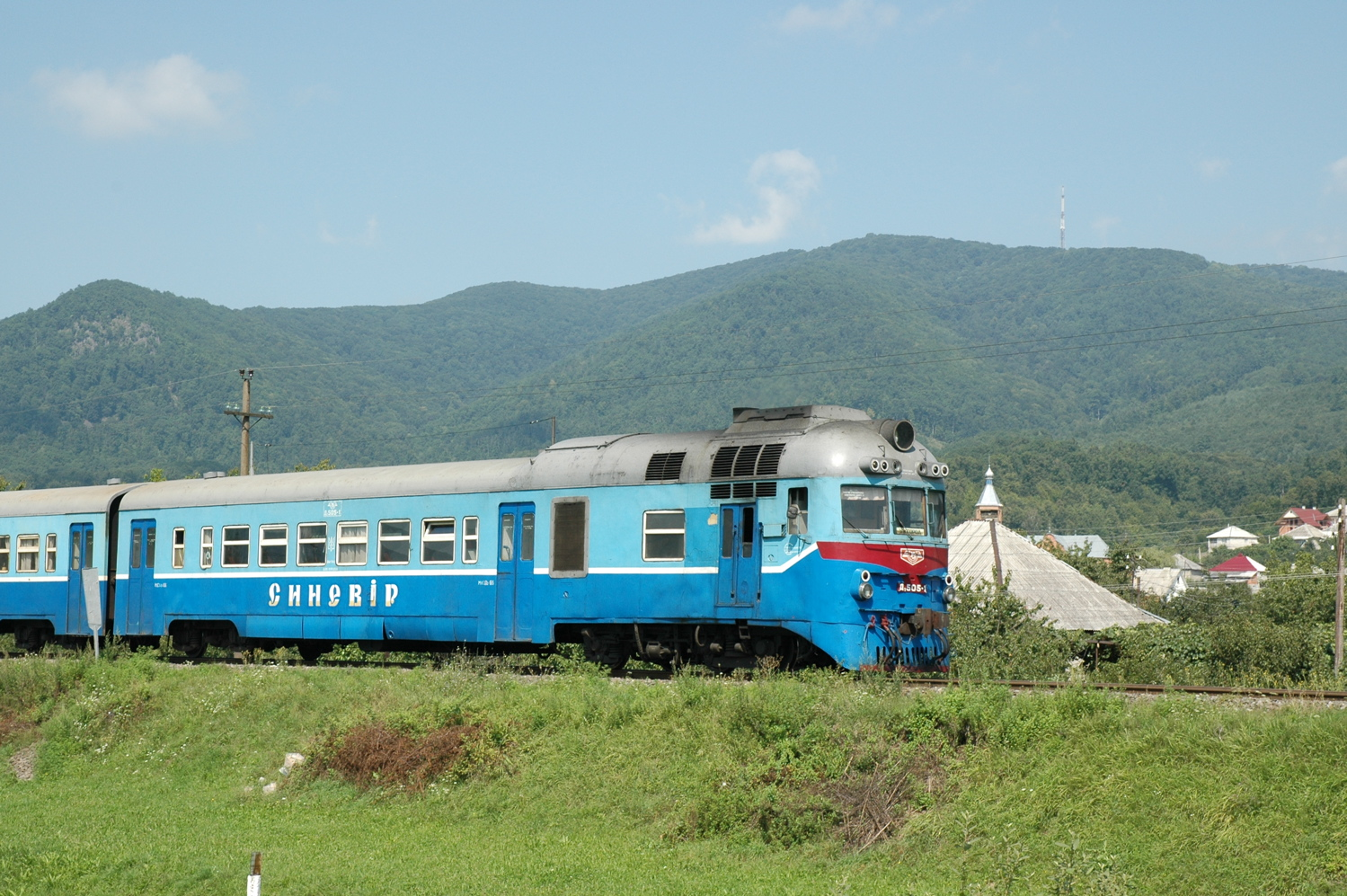
دال-1 وحدة ديزل متعددة بالقرب خوست

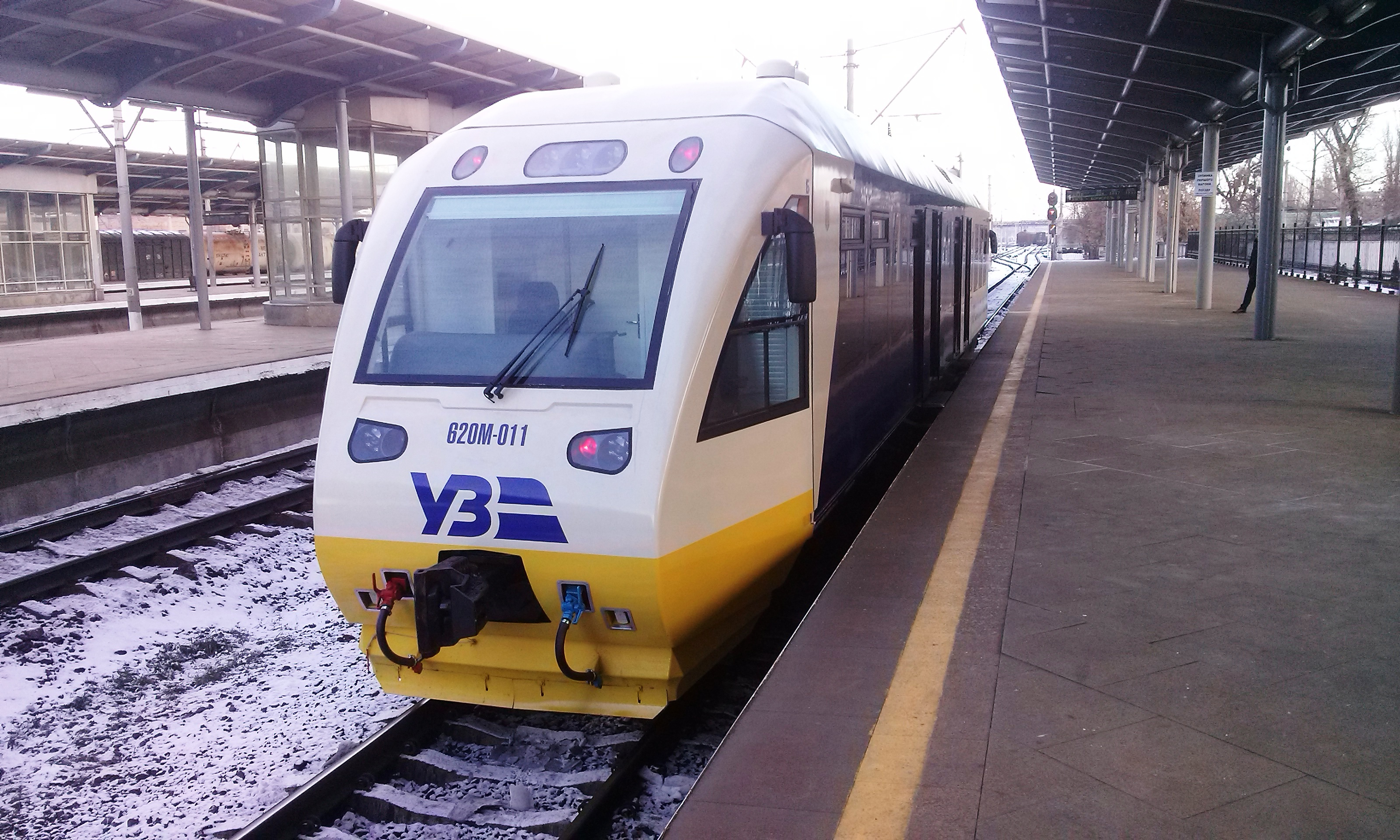
كييف بوريسبيل اكسبرس.

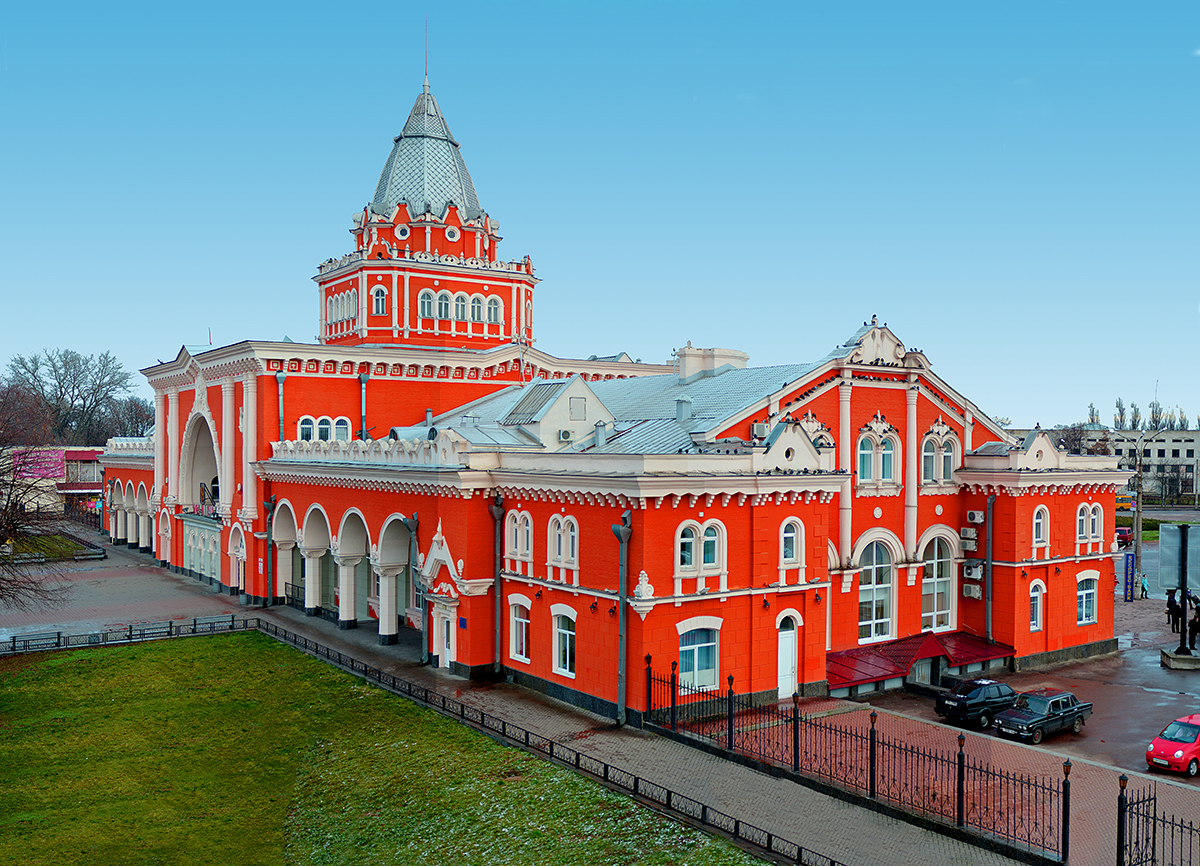
تشيرنيهيف محطة البناء والمنصات

الشعار السابق للسكك الحديدية الأوكرانية ، تم استخدامه من 1998 إلى 2018

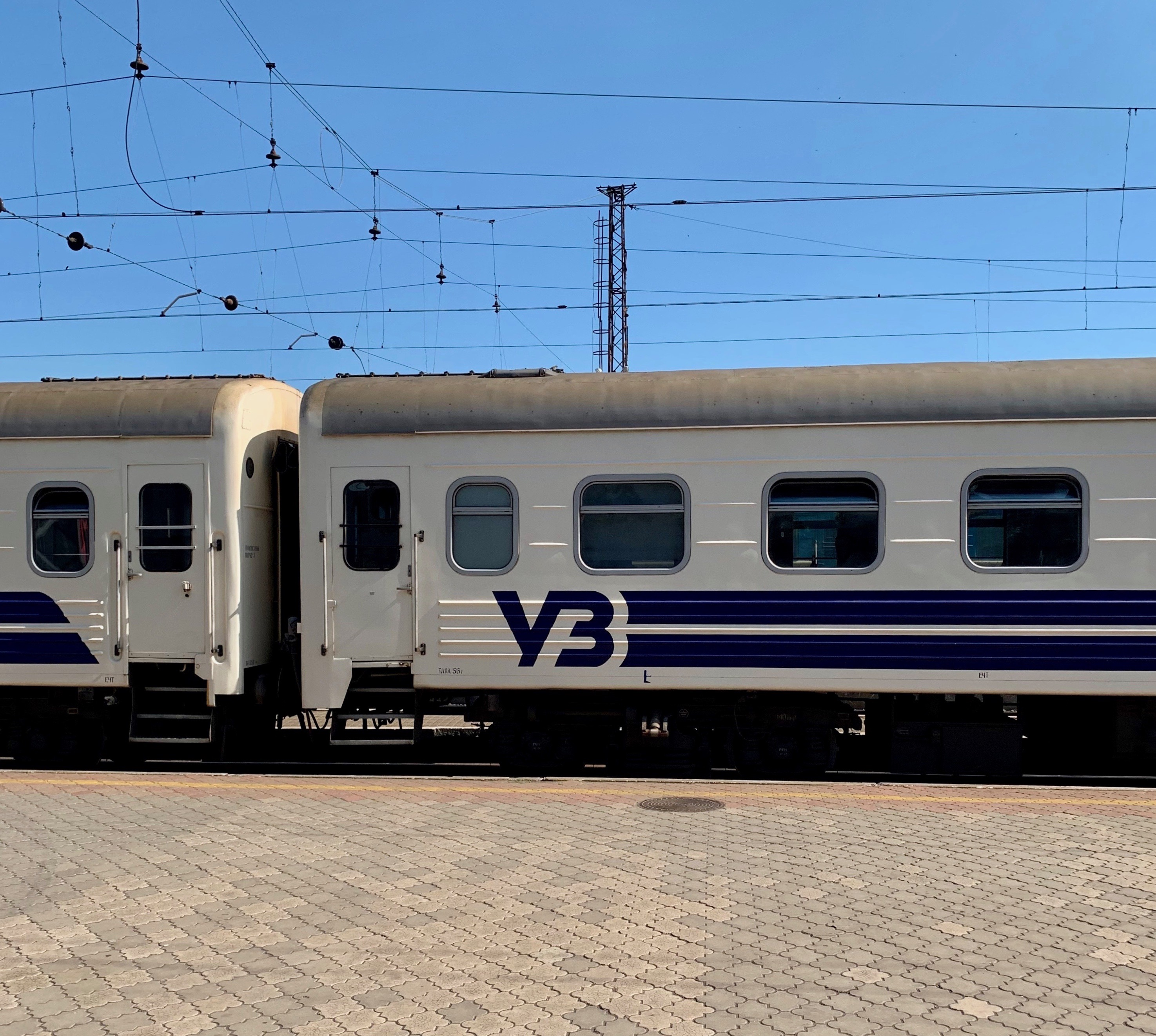
شعار السكك الحديدية الأوكرانية الجديد على عربة القطار

## أنظر أيضاً
- النقل بالسكك الحديدية في أوكرانيا
- النقل في أوكرانيا
- نظام السكك الحديدية المكهربة

## الحواشي
1. ↑  Except for intra-company industrial railways, local military railways and municipal Metro systems.
2. ↑  Previously, before December 2010 cabinet reform – to the Ministry of Transportation and Communication.